# 斯康多拉保護區
斯康多拉保護區（法語：Réserve naturelle de Scandola）是法國的一處自然保護區，位於科西嘉島。面積19.19平方公里。創建於1975年12月。是科西嘉地區公園的一部分。1983年，斯康多拉保護區被聯合國列入世界自然遺產。斯康多拉位於科西嘉島西海岸的中部，保護區內有眾多斷崖和洞窟。1930年，法國指定法律嚴格保護科西嘉地區公元的生態。斯康多拉保護區的生態也得到很好的保護以恢復其自然面貌。

## 外部連結
- UNESCO World Heritage Site profile （页面存档备份，存于）
- UNEP-WCMC World Heritage Site datasheet  Archive-It的存檔，存档日期2009-01-14
- Pictures and description on https://web.archive.org/web/20070927231030/http://www.wikisailing.com/Ilot_Palazzu